# Žarnovica
Žarnovica (în germană Scharnowitz, în maghiară Zsarnóca) este un oraș din Slovacia cu 6.645 locuitori.

## Demografie
| An:                | 1994 | 2004   | 2014   | 2024    |
| ------------------ | ---- | ------ | ------ | ------- |
| Număr de persoane: | 6591 | 6522   | 6430   | 5576    |
| Diferență:         |      | −1,04% | −1,41% | −13,28% |

| An:                | 2023 | 2024   |
| ------------------ | ---- | ------ |
| Număr de persoane: | 5669 | 5576   |
| Diferență:         |      | −1,64% |